# 黎明颂
黎明颂或稱凌晨祈祷、晨禱，是一天中的第一场祈祷，属于日课经部分。修士们要在子夜時分诵唱。
神父们也应该做黎明颂，但在时间上没有严格的规定，可以根据教区的工作自由选定。
1970年起，法国天主教规定神父们的这种凌晨祈祷可由每日的阅读祈祷来替代。
在梵蒂岡第二次大公會議後，夜課仍然保留，但可在一天任何時間舉行，稱為「誦讀日課」：除了聖詠外，每天會誦讀一段聖經，及一段教父或教會作家的文章。